# Parc de Can Dragó
El Parc de Can Dragó està situat al barri de Porta del districte de Nou Barris de Barcelona. Rep el nom de la masia de Can Dragó Nou, enderrocada el 1974.

## Història
En aquest indret hi havia els tallers de la Companyia dels Camins de Ferro del Nord d'Espanya, propietària de la línia de Barcelona a Saragossa i integrada el 1941 en RENFE. El 1965, amb motiu del soterrament de les vies, que discorrien per l'actual avinguda Meridiana, van deixar de funcionar, i a partir de llavors, les associacions de veïns de la zona van començar a sol·licitar que els terrenys fossin destinats a la construcció d'equipaments i zones verdes. Finalment, el 1977, l'Ajuntament de Barcelona, presidit per l'alcalde Josep Maria Socias i Humbert, va adquirir-los.
A finals dels anys 1980, l'Ajuntament, en col·laboració amb la Diputació de Barcelona, el Consell Superior d'Esports i el Comitè Olímpic Organitzador de Barcelona 1992 (COOB 92) hi va iniciar la construcció d'un parc i complex poliesportiu, segons el projecte de l'arquitecte Enric Pericas. L'1 d'abril del 1990 va ser inaugurada la primera fase del recinte, de 42.145 m², que incloïa un parc urbà, una pista d'atletisme i un recinte poliesportiu que va servir com a sala d'entrenament pels equips de voleibol i gimnàstica rítmica que van participar en els Jocs Olímpics de 1992. L'acte inaugural va ser presidit per l'alcalde Pasqual Maragall i l'atleta José Manuel Abascal.
El 25 de setembre del 1992, el complex va ser ampliat amb altres 15.000 m², ocupats per piscines, obra dels arquitectes Miquel Espinet i Antoni Ubach, responsables també del poliesportiu i les instal·lacions atlètiques. Aquest recinte va ser completat el 29 de maig del 2003 amb l'entrada en servei d'un llac artificial de 2.967 m², que funciona com a platja urbana.
El 2010, les instal·lacions d'atletisme de Can Dragó es van usar com a pista d'entrenament dels participants en el XX Campionat Europeu d'Atletisme.

## Descripció
El parc és un trapezi delimitat per les avingudes Meridiana i Rio de Janeiro, i els passejos de Valldaura i Andreu Nin. Té una superfície total d'11,86 ha, que es reparteixen en tres illes. A l'extrem sud (delimitat pel carrer del Pintor Alsamora, les avinguda Meridiana i de Rio de Janeiro i el passeig d'Andreu Nin) s'ubica el camp de futbol municipal de Porta, una zona per a gossos, una àrea de jocs infantils i gran part dels jardins del parc urbà. A l'illa central (delimitada pels carrers del Pintor Alsamora i de Roselló i Porcel, l'avinguda Meridiana i el passeig d'Andreu Nin) se situen les piscines de Can Dragó, un camp de golf i diversos equipaments esportius d'accés gratuït, com cistelles de bàsquet, taules de ping-pong i pistes de petanca. A l'illa nord (delimitada pel carrer de Roselló i Porcel, l'avinguda Meridiana i els passejos de Valldaura i Andreu Nin) se situen les instal·lacions atlètiques i el poliesportiu Palestra.

### Vegetació
L'arbrat del parc inclou til·lers (Tilia × euchlora), pollancres (Populus nigra), robinies (Robinia pseudoacacia), lledoners (Celtis australis), plàtans (Platanus x hispanica), i eucaliptus (Eucalyptus globulus).

### Aurigues olímpics

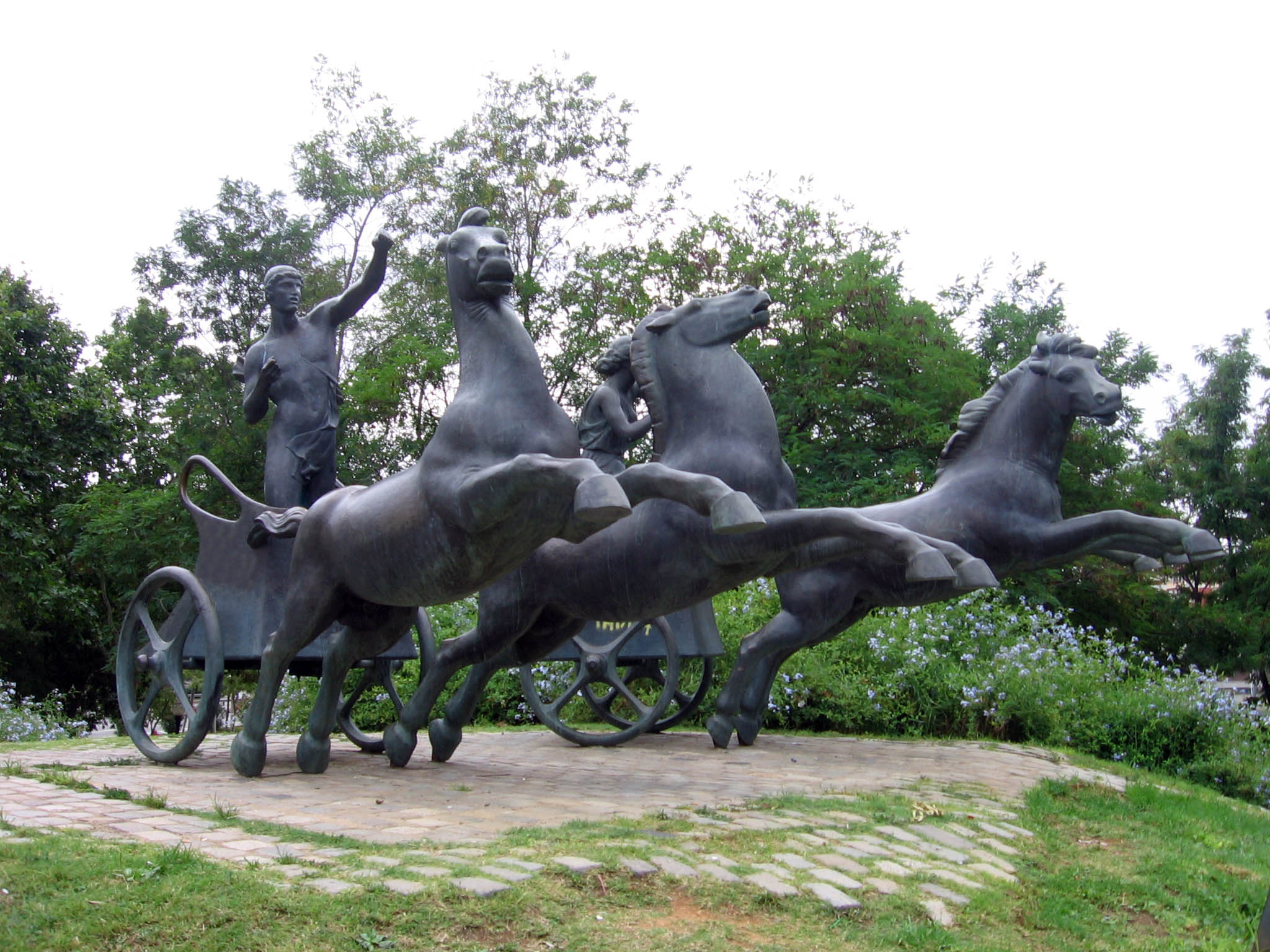
Rèplica de la escultura Aurigues olímpics de Pau Gargallo

Sobre un petit promontori de gespa es troba una rèplica de l'escultura Aurigues olímpics de Pau Gargallo. Es tracta d'una representació de dos atletes, un home i una dona, arriant els cavalls de la seva biga. L'obra original va ser esculpida en pedra i situada en l'Estadi de Montjuïc amb motiu de l'Exposició Internacional de 1929. A causa del seu greu deteriorament, durant la remodelació de l'estadi de cara als Jocs Olímpics de 1992 va ser reemplaçada per una rèplica de fibra de vidre, que encara avui presideix el recinte de Montjuïc. Al mateix temps, es va encarregar a l'escultora Marta Polo una altra rèplica, en bronze, instal·lada al parc de Can Dragó el 13 de maig del 1991.

### Monument a les víctimes del terrorisme

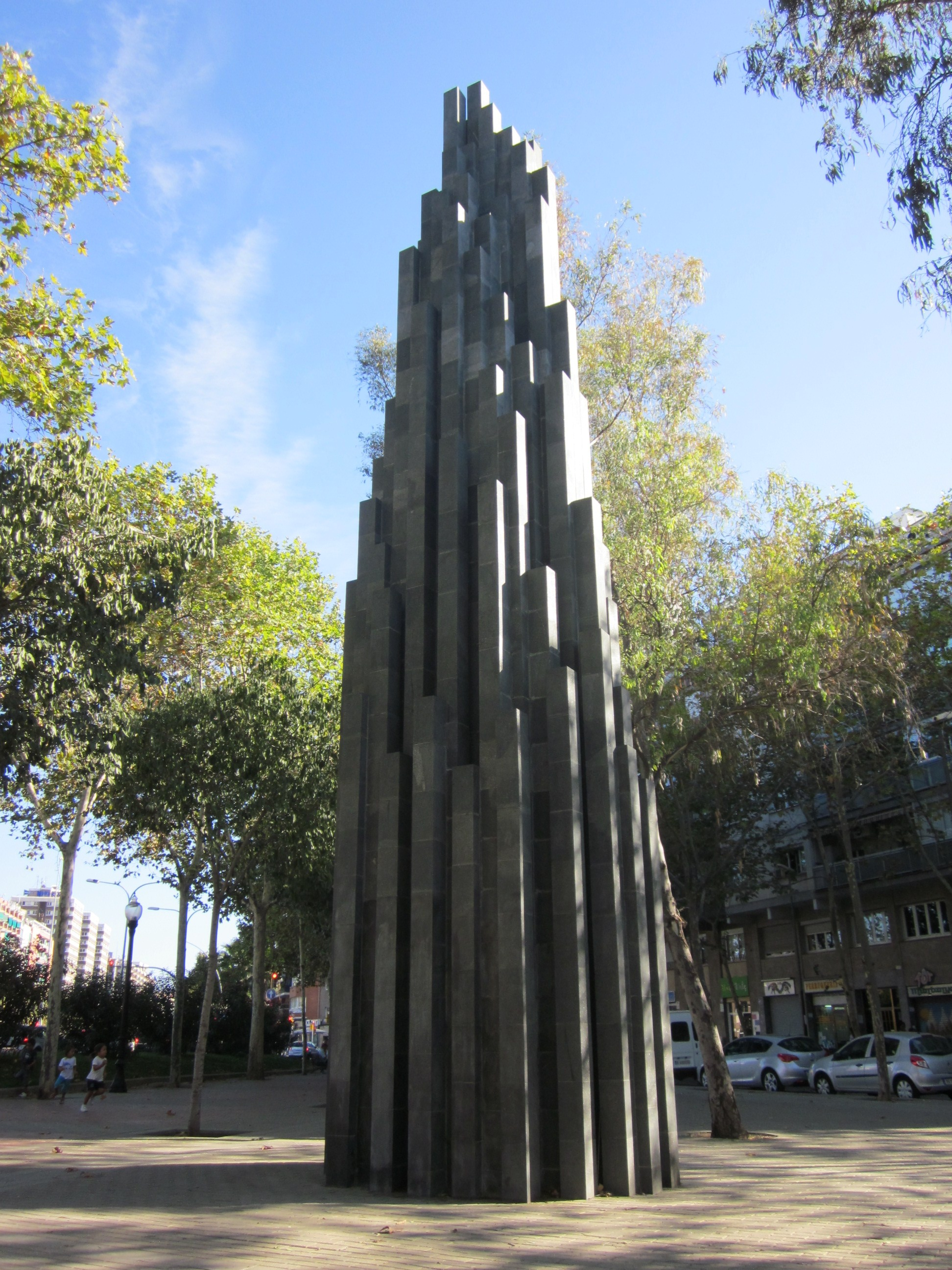
Monument a las víctimes del terrorisme

A la cantonada entre les avingudes Meridiana i Rio de Janeiro se situa el monument Tall Irregular Progression, que recorda les 21 víctimes mortals de l'atemptat d'Hipercor del 19 de juny del 1987. Obra del nord-americà Sol LeWitt, es tracta d'una piràmide de blocs de granit negre, de 12 m d'altura. A terra, davant del monument, es troba la inscripció: «La ciutat de Barcelona en record i homenatge a les víctimes del terrorisme». Va ser inaugurat el 26 de juny del 2003, en un acte presidit per l'alcalde Joan Clos i el president de l'Associació Catalana de Víctimes del Terrorisme, Roberto Manrique.

## Galeria

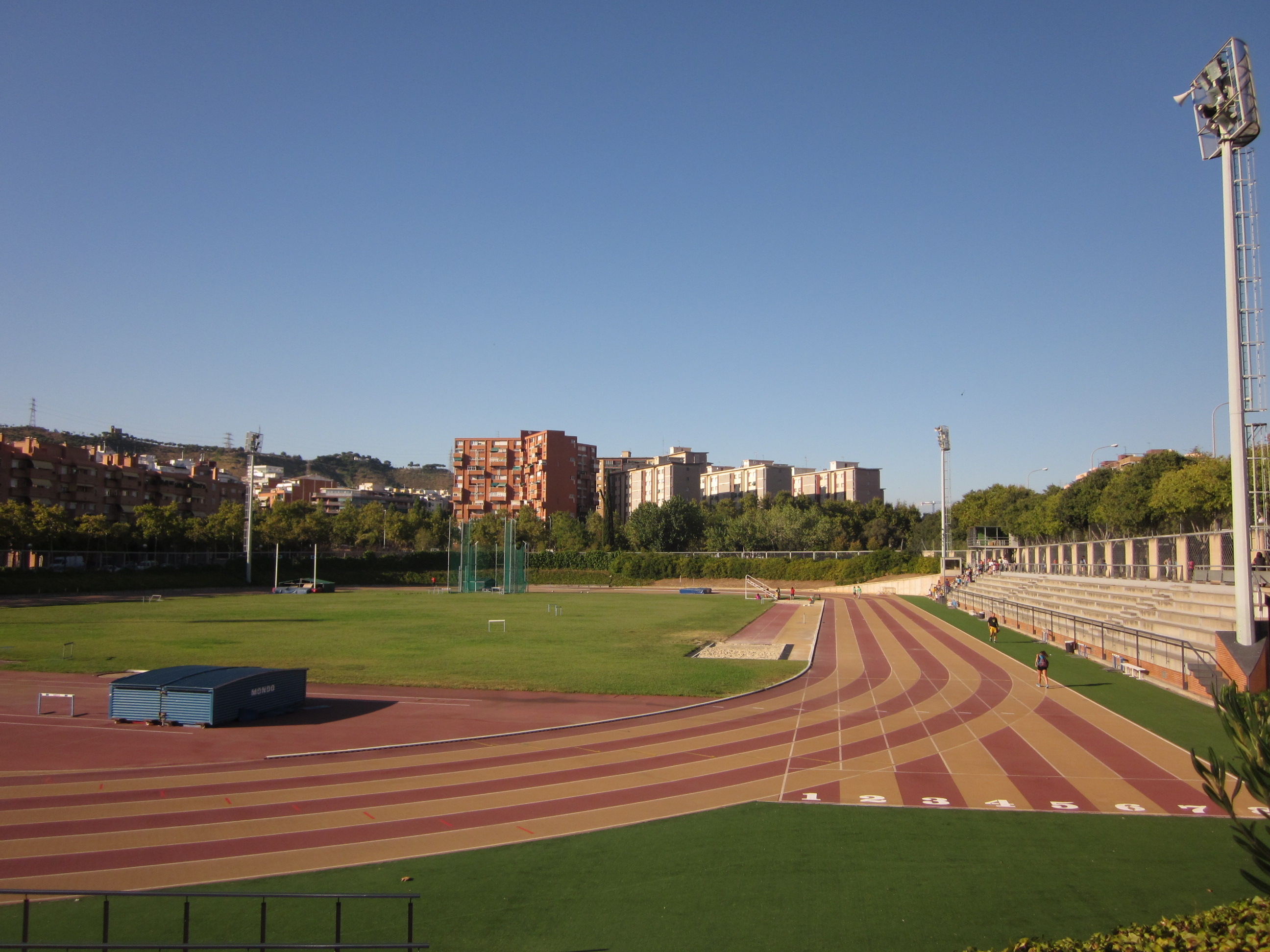
Pista d'atletisme
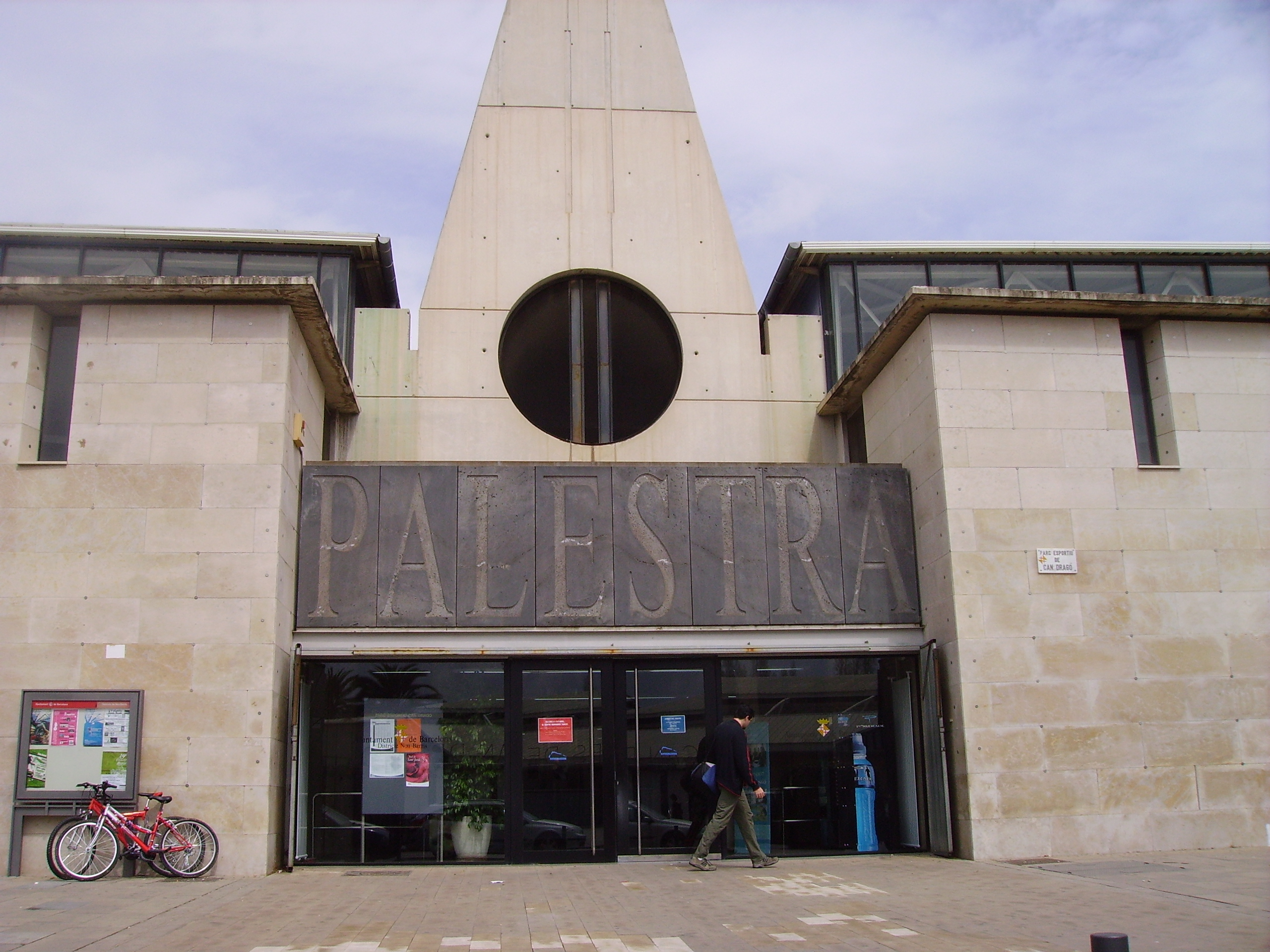
Poliesportiu Palestra
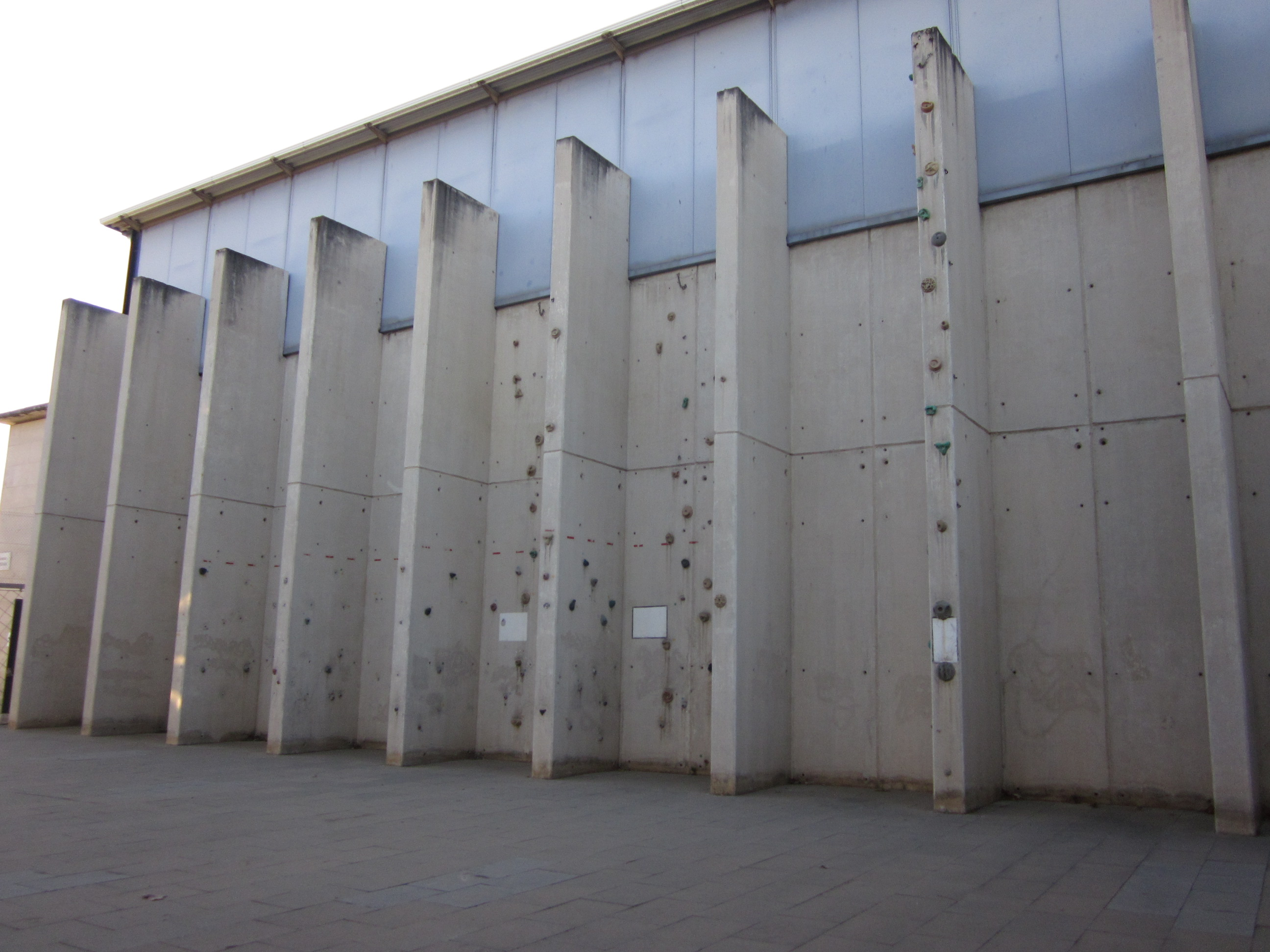
Rocòdrom
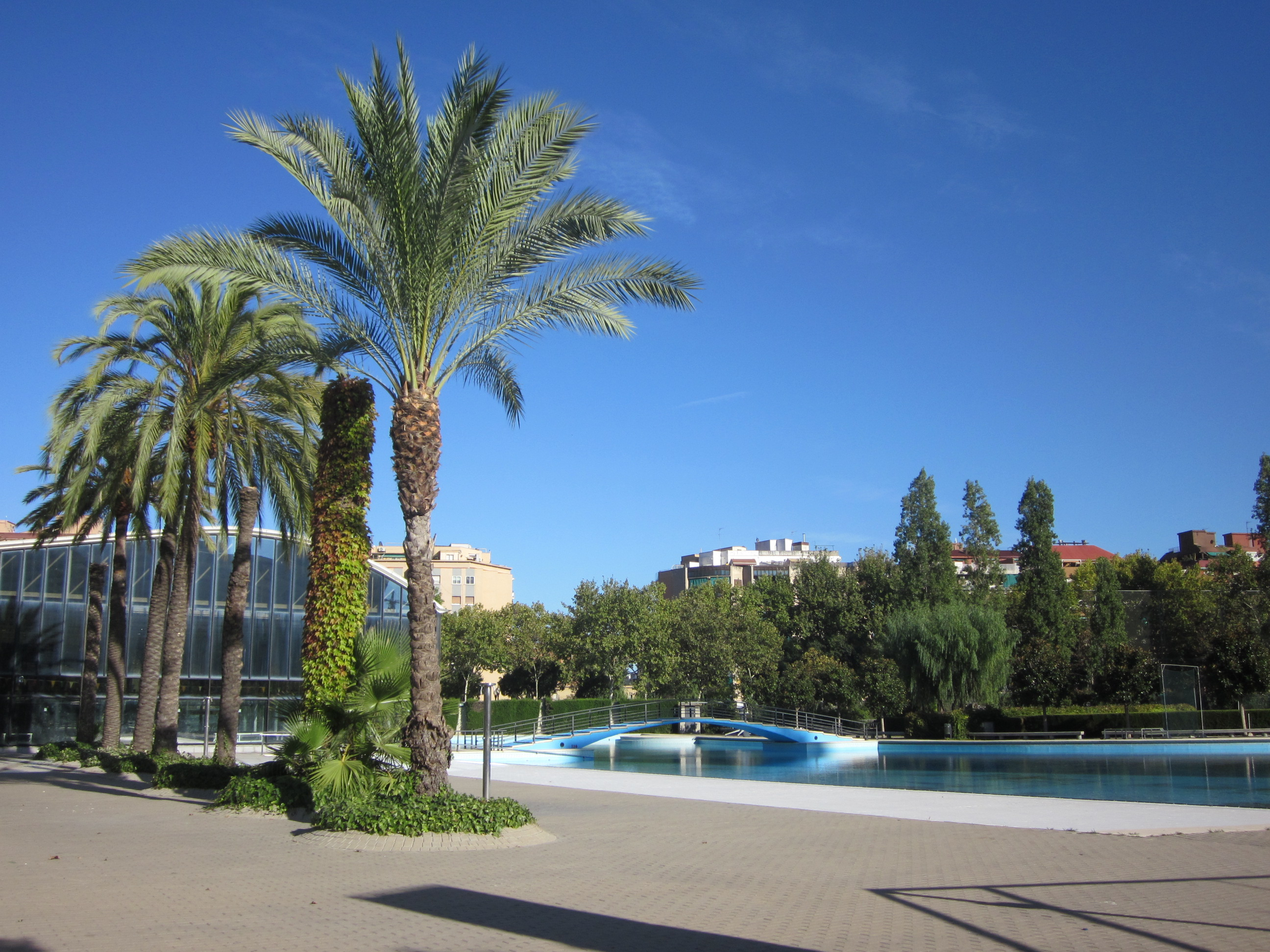
Piscina «el llac»
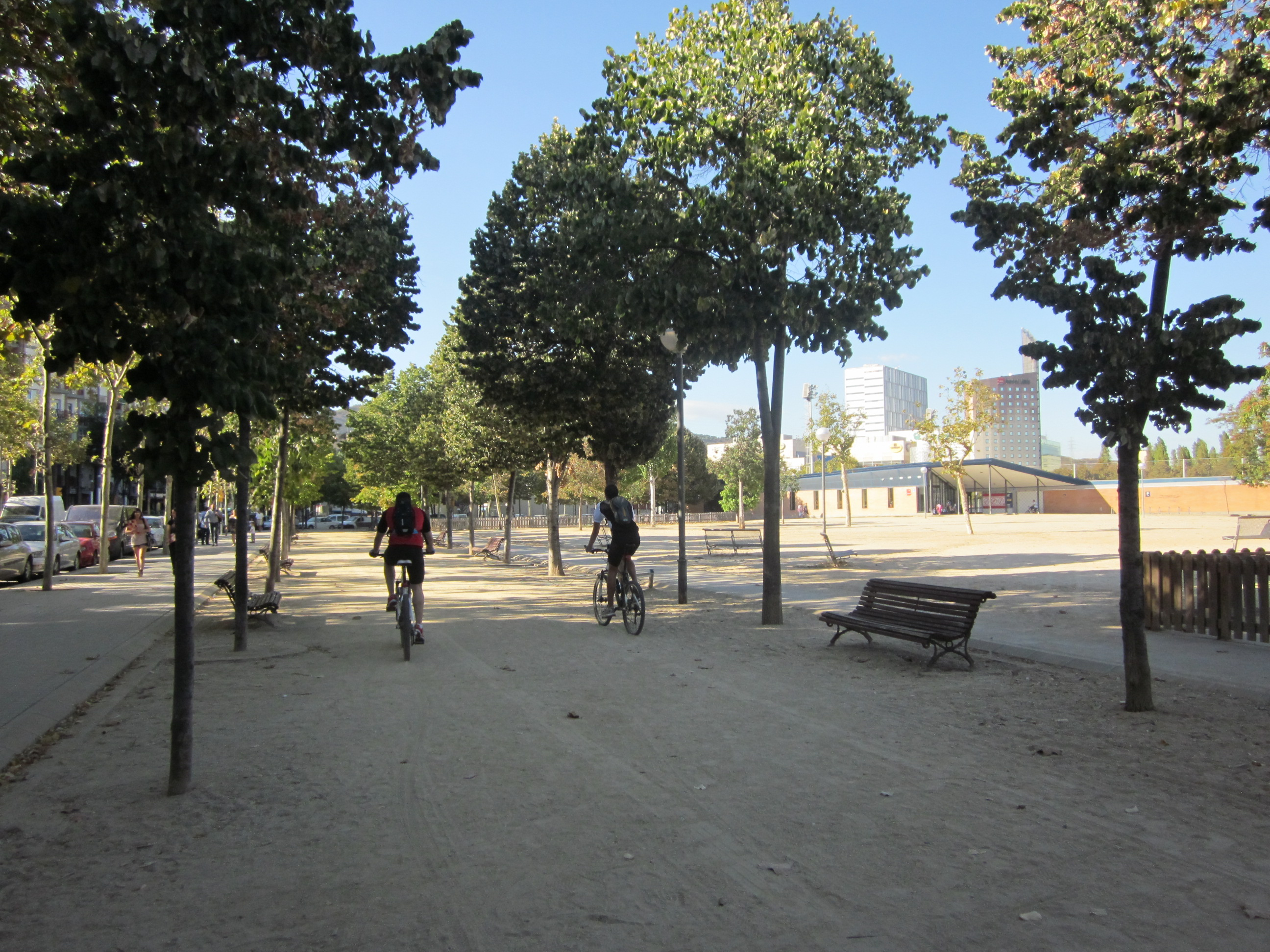
Circuit urbà per footing i ciclisme